# Androsace pubescens
Androsace pubescens là một loài thực vật có hoa trong họ Anh thảo. Loài này được DC. mô tả khoa học đầu tiên năm 1805.